# Staustufe Lehmen

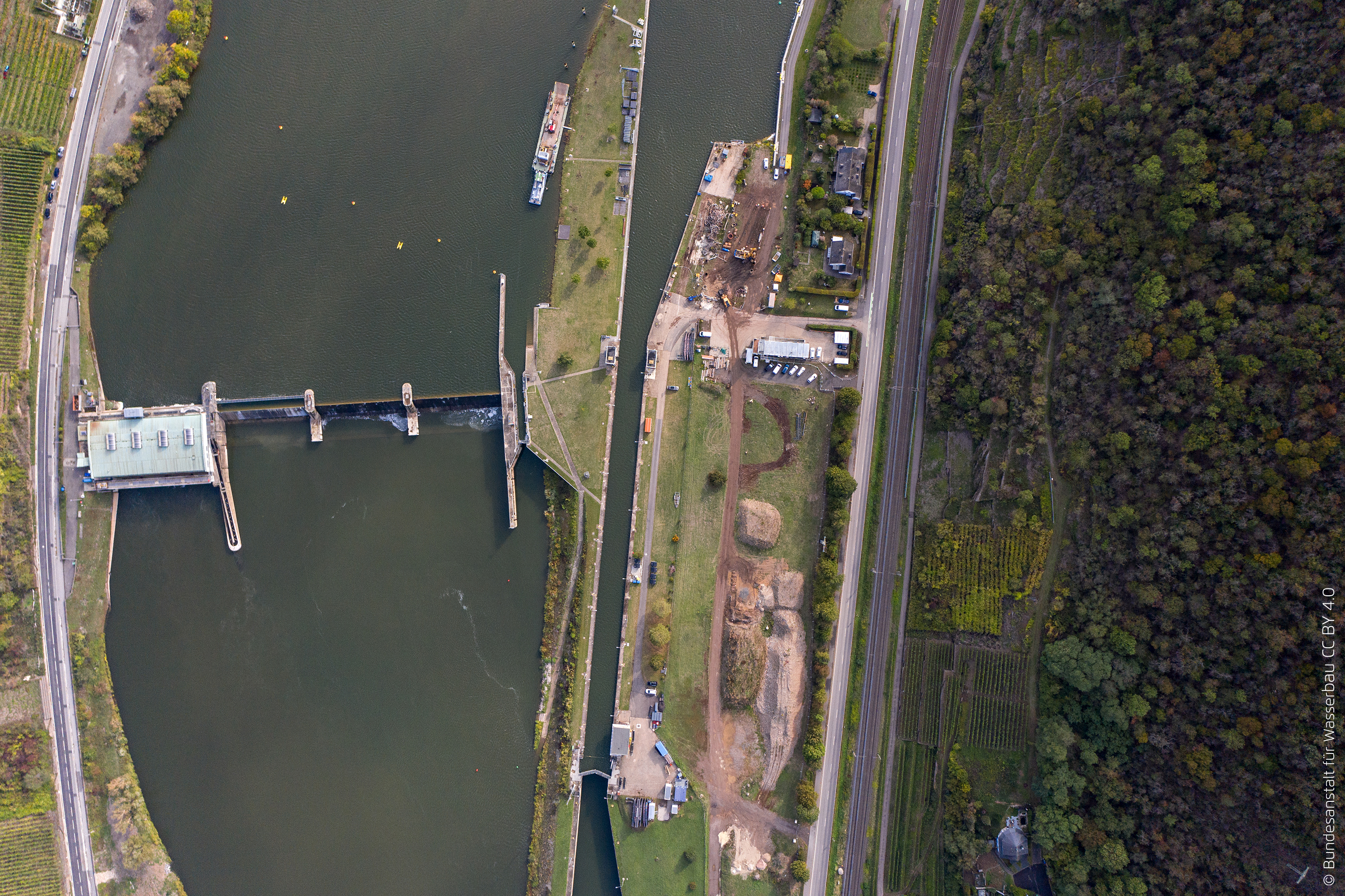
Staustufe Lehmen

Die Staustufe Lehmen an der Mosel bei Lehmen und Niederfell im Landkreis Mayen-Koblenz in Rheinland-Pfalz steht unter der Verwaltung des Wasserstraßen- und Schifffahrtsamtes Mosel-Saar-Lahn.
Die Staustufe wurde 1961 erbaut, liegt am Mosel-km 20,76 und hat eine Haltungslänge von 16,35 km.
Das Stauziel über NHN liegt bei 72,5 Meter und die Fallhöhe beträgt 7,5 Meter.
Die erste Schiffs-Schleuse hat die Ausmaße 170 mal 12 Meter und die Bootsschleuse misst 18 mal 3,2 Meter.
Im Bau befindet sich die zweite Schleuse für Großmotorgüterschiffe mit den Maßen 210 mal 12,5 Meter.
Das angeschlossene Laufwasserkraftwerk Lehmen von 1962 hat eine Leistung von 20 Megawatt, es wird betrieben von der RWE Generation Hydro.